# Aureliusz Passelli
Aureliusz Karol Passelli vel Passella (ur. 16 września 1876 w Przemyślu, zm. 10 grudnia 1948) – pułkownik taborów Wojska Polskiego.

## Życiorys
Urodził się 16 października 1876 w Przemyślu, ówczesnym mieście powiatowym Królestwa Galicji i Lodomerii, w rodzinie Władysława (1842-1897) i Franciszki z Nebeskich (1855-1944). Ukończył szkołę średnią i szkołę oficerską (1898). Był zawodowym oficerem cesarskiej i królewskiej Armii. Od 1899 służył w Galicyjskim Pułku Piechoty Nr 45 w Przemyślu. Początkowo jako porucznik bez określonego starszeństwa, a później ze starszeństwem z 31 sierpnia 1900 w korpusie oficerów piechoty. Na stopień nadporucznika został mianowany ze starszeństwem z 1 listopada 1905. W 1906 został przeniesiony do korpusu oficerów prowiantowych i wyznaczony na stanowisko oficera prowiantowego w macierzystym pułku. W 1909 został przeniesiony do Górnoaustriacko-Salzburgskiego Pułku Dragonów Nr 4 w Enns na stanowisko oficera prowiantowego. W 1911 został przeniesiony na takie samo stanowisko do Galicyjskiego Pułku Ułanów Nr 1 we Lwowie. W jego szeregach wziął udział w mobilizacji sił zbrojnych Monarchii Austro-Węgierskiej, wprowadzonej w związku z wojną na Bałkanach. Na stopień kapitana prowiantowego został mianowany ze starszeństwem z 1 maja 1914. Pułk Ułanów Nr 1 pozostał jego oddziałem macierzystym do 1918.
Od 8 grudnia 1915 do 1 kwietnia 1916 roku jako szef intendentury oraz komendant taborów i koni Komendy Legionów Polskich. W 1917 roku komendant szkoły oficerów taborów i szkoły oficerów kasowych Legionów Polskich. 2 czerwca 1917 generalny gubernator warszawski, generał piechoty Hansa Hartwiga von Beselera awansował go na majora. Po bitwie pod Rarańczą internowany w obozie w Huszt. Z dniem 5 listopada 1918 roku został przyjęty do Wojska Polskiego z zatwierdzeniem posiadanego stopnia majora wojsk taborowych. Od 10 grudnia 1918 roku pełnił obowiązki na stanowisku szefa Sekcji Taborów (Materiałów Trenowych) Departamentu IV Gospodarczego Ministerstwa Spraw Wojskowych w Warszawie. 25 kwietnia 1919 roku został szefem Sekcji II Taborowej Departamentu XI dla Spraw Koni i Taborów. Od 20 maja 1919 roku pełnił równocześnie obowiązki Inspektora Wojsk Taborowych. Od 14 kwietnia 1920 roku był pełniącym obowiązki szefa Sekcji IV Taborowej Departamentu I Broni Głównych i Wojsk Taborowych MSWojsk. 18 stycznia 1921 roku został zwolniony z zajmowanego stanowiska i przeniesiony do Głównej Stacji Zbrojnej Oficerów w Warszawie. 
3 maja 1922 został zweryfikowany w stopniu pułkownika ze starszeństwem od 1 czerwca 1919 i 2. lokatą w korpusie oficerów taborowych. 23 października 1923 roku został przeniesiony ze stanowiska oficera do zleceń szefa Sztabu Generalnego do Departamentu X Przemysłu Wojennego Ministerstwa Spraw Wojskowych na stanowisku szefa wydziału, pozostając oficerem nadetatowym 1 dywizjonu taborów w Warszawie. Następnie został przesunięty w tym departamencie na stanowisko inspektora przemysłu. 27 stycznia 1925 roku został mianowany szefem Wydziału Wojsk Taborowych w Departamencie II MSWojsk. 1 października 1925 roku został przeniesiony do kadry oficerów taborowych i wyznaczony na stanowisko szefa Wydział Taborowego Departamentu II Kawalerii MSWojsk. Z dniem 1 marca 1927 roku został mu udzielony dwumiesięczny urlop z zachowaniem uposażenia, a z dniem 30 kwietnia 1927 roku został przeniesiony w stan spoczynku. Mieszkał w Warszawie.

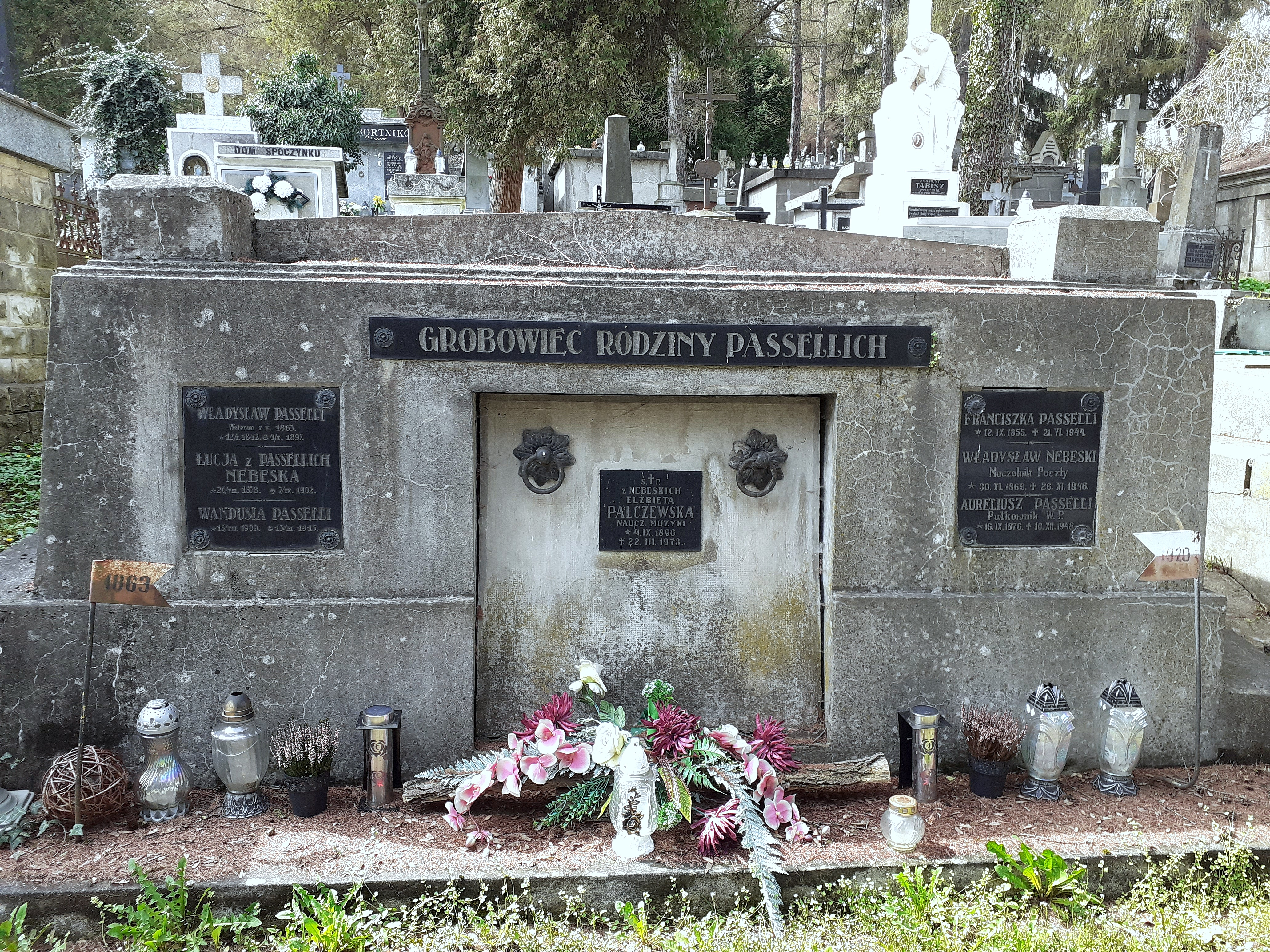
Grobowiec rodziny Passellich

Został pochowany na cmentarzu Głównym w Przemyślu (kwatera 14-1-14).

## Ordery i odznaczenia
- Krzyż Oficerski Orderu Odrodzenia Polski – 11 listopada 1937 „za zasługi w służbie wojskowej”[32]
- Krzyż Walecznych dwukrotnie[33]
- Złoty Krzyż Zasługi – 10 listopada 1928 „w uznaniu zasług położonych na polu pracy w poszczególnych działach wojskowości”[34]
- Medal Niepodległości – 23 grudnia 1933 „za pracę w dziele odzyskania niepodległości”[35]
- Medal Pamiątkowy za Wojnę 1918–1921
- Medal Dziesięciolecia Odzyskanej Niepodległości
- Odznaka Pamiątkowa Więźniów Ideowych[36]

austro-węgierskie
- Brązowy Medal Zasługi Wojskowej z mieczami na wstążce Krzyża Zasługi Wojskowej[16]
- Krzyż Jubileuszowy Wojskowy[37]
- Brązowy Medal Jubileuszowy Pamiątkowy dla Sił Zbrojnych i Żandarmerii[4]
- Krzyż Pamiątkowy Mobilizacji 1912–1913[13]